# 天宇布袋戲
天宇布袋戲是台灣電視布袋戲中的一個系列劇集，由黃文耀擔綱口白及主演。

## 歷史
1991年三立影視推出《天宇殺機》，為以「天宇」為名的布袋戲系列之始。在此之前，已有葉弘連幫忙製作的《龍現江湖》、《驚天九龍》，一般合稱為《天宇殺機前傳》。
天宇布袋戲初期由三立影視子公司海華影視發行，後由黃文耀自行成立的大天宇傳播製作，僅於台灣發行。2011年1月13日由新世紀國際多媒體發行改編舊作的新天宇布袋戲，於統一超商、OK超商及萊爾富各門市發售。
只可惜，新天宇布袋戲僅發售20集便暫停發售。2014年，黃文耀宣布退休後又宣告有意再推新劇集，據說希望於2015年推出，但最後仍未成事。

## 天宇世界觀

### 天宇
- 戲中眾人多稱自己所居住生活之處為「天宇」，也是天宇劇集主軸劇情所在地，有一般人類與移居龍族居住。
- 最早以真佛為共主，真佛以下有先權五皇：中嶽－天皇、南嶽－地皇萬里疆、西嶽－數理命皇香九齡、東嶽－八世古皇殷無邪、北嶽－鱗皇孤獨毒；三教三聖：儒聖文冠天、道聖千道寒、佛聖金慧蓮以及天、地、人三老（天亦老、地不老、人常老），建立天宇秩序。
- 真佛有一位弟子：半日紅上官金鴒，真佛賜其名號－太虛渡者算萬年，也就是天宇劇集第一男主角－紅雲驕子兩卷書。左慧修者和右智修者是真佛在智慧之門之雙如來，真佛的根據地是智慧之門、遙天行宮、晉天行宮。

### 天外與天外十三星
- 天宇所處宇宙之中，尚有其他星球存在，此乃天宇早先由天門而出的移民定居之所。
- 天外十三星系：天宇外星戲碼主要對象。
  - 四強星：昊雄星、離凡星、活木星、水雲星
  - 星聯附屬星：東禕星、西曲星、南奇星、北冠星、武戎星
  - 逃亡星：炭星、音都星
  - 隱佚星：中極星、太虛智星
- 星河八宗：北斗星宗、大陵星宗、河鼓皇宗、天狼劍宗、元樞魔宗、飄凡靈宗、詠宵冥宗，屬於微塵天蓬萊星系，藉倚天航蓬萊殿直通其中的蓬萊聖殿，另凌幽幻宗為七宗所不承認的第八宗。
  - 原有星河十二宗，但現只剩餘七曜七宗跟傳說中的凌幽幻宗。
  - 請參考條目天外十三星。
- 上通天下通天：除十三星系外，尚有八衡七貘兩星系，藏於上下通天深處。
  - 八衡巨子為正而七貘偏邪，但正裡有邪而邪又穿正。其中銀河行為八衡的領導者，後來因為抽出掌脈而死。
  - 有詩云：「上通天下通天，八衡七貘難相連。」，

### 雲天界限
- 天外銀河與宇內天空的交界，是一處雲天的交界平地。
- 凌幽幻宗之名的由來之地。
- 號稱天際最公平的地方，幻陸羽翼不再有制空及速度優勢，而天外之人也無法呼應銀河星力。
- 嘯風突掠近神翼跟昊雄星主三裁公進行一場天幕強人之戰。
  - 闇流在決戰之時曾以黑氣包覆雲天界限，企圖謀奪銀河。
  - 天狼劍宗、飄凡靈宗即時散去星靈，配合三裁公散去的北斗仙宗之靈，讓七曜七宗隱沒銀河。

### 天內世界
- 賞雲棧：於天內世界通過天門前之停駐點，通過天門後即天外世界。
- 預言頂：天宇特有預言文化之發源地。
- 白色世界：內有冰河十峰，為天宇極為寒冷之地。
- 鐵甲銅灣：位處天宇中毫無浮力的鐵海，紙船為其主要交通工具。
- 時空長城：隱藏在天宇六度空間之內，亦是曾經與天宇陣線為敵的組織名。
- 異流道：為天宇第三世界，三千年前因神仙魔之爭被封入地底。
- 三角地界：天宇中的陌生異域，狩煌邪闕為尋找找邪能之書傀渡論，設立三據點所圍成的三角管制區域。
  - 三角地圖：

| 幽 魅 山 莊 ／＼ ／ ◎ ＼ ／漂浮暗里＼ ／＼絕望燼土／＼ ／ ☆ ＼ ■ ／ ○ ＼ 獸 窟 ／燎燄之野＼／隱逸幻陸＼空幻之都 |

- - 隱逸幻陸：為遠古天宇翼族建立的家園之處，有天然光牆保護防止敵人入侵，由空幻之都監控。
  - 漂浮暗里：由幽魅山莊監控，由於漂浮暗里之人與幽魅山莊勾結，因此能自由進出天宇。
  - 燎燄之野：外圍有異獸地夔鎮守禁止人員進出，由獸窟監控。
  - 絕望燼土：三角區域中暗藏之三角，燼土中的礦石能助人安然通過幻陸光牆。
    - 絕望闇世：別稱闇流，遠古時候被異域三族圍攻退守在三角中央的絕望燼土。

  - 天關：墨翼族裔棲息之處但劇中並未明確指出地點所在。
    - 紀子焉曾提及曾救援一對墨翼夫妻至靈山。
    - 在靈山石碑上疑似為天關殘墜父母所刻的墨翼文字提及。
    - 文字翻譯「黑獨翱　不可忘卻吾族血誓」。
    - 暗藏文字「不越天關，不渡燼土，犯闇流者，墨翼毀之，誅墨翼者，闇流滅之。」表達跟闇流的關係密切。
- 四方邪勢：天宇境界的四方邪源所在地。
  - 由天下第一俊打開傀渡論第三頁配合歿光斷魂鏡啟動四方邪勢。
    - 紀子焉運用歿光斷魂鏡時口念「青陽避雲心，九陰啟邪論」。

  - 位置詩敘：「東圍死亡島，死法萬種途；西有不歸天，深峰妖魔谷；北臨葬屍壁，壁中藏古院；南無流血山，上天半程路。」
  - 妖魔谷
  - 死亡島
  - 釋靈真古院
  - 半路天程
- 飛凡塵：遠在天宇海外的另一片獨立大陸。
  - 以滄海與天宇相隔，千百年前有風火古城相連，是兩境互通的橋樑。
  - 沉沒許久的古城，須四方靈珠配合獸圖，才能浮出海面，重見天日。
  - 飛凡塵還有天上道、赫連家族、蚩羅聖教、花月府等組織。

## 劇情發展
初期以龍族的恩怨故事為主軸，次而引發時空長城與五嶽的抗衡，之後引入天外星系與天宇的爭鬥，再則陸續引進有神話風格的異世界（異流道、倚天航、三角地界、飛凡塵、寒武虛海…等）；其間穿插刀劍客爭鋒的橋段。

## 主要角色
- 紅雲驕子兩卷書（半日紅上官金鴒、太虛渡者算萬年、真佛座下大弟子，小名：朱雯，亦是儒佛双聖之師）：天宇布袋戲領銜主角。
- 一揮長虹造天筆（儒俠之首：夜讀五車書、聖影龍捲風、癡山）：天宇布袋戲中的長命主角，溫文儒雅。
- 真佛：天宇精神領袖，善惡同體(佛體和殺體)。口頭禪：吾家悲苦矣。
- 應天風秋八月：智勇兼備，應天而行，自天宇魔航出場後成為天宇最重要的助力。
- 碧海春霖杜鳳兒：倚天航孔孟學院第二儒聖，儒者風，聖賢智，秋八月摯友。
- 靜海仙龍：三世九龍之一，原與玉龍為一對，後移情魔蠍之妹玉體香唇而分。有一養子:劍苗小雙。與神蝶、魔蠍角力三千年。
- 怒雨飛龍：三世九龍之一，曾參與聖蓮所著作蓮華秘式部份編寫。
- 九龍武冊：玉龍三氣秘典、仙龍手札、暴雷書、飛龍鑑、五五圓簿、憨渾經、胭脂換膚冊、巨龍武綱、黑塵穆卷
- 天宇九龍：龍首：龍之尊

　　大小通吃一條龍

　　東方孤行：靜海龍－解孤明

　　海派浪子董爺：暴龍－冷笑天

　　上官殘心：怒雨飛龍，兩卷書之子

　　不像僧：圓龍

　　紫電槌：憨龍

　　楚小雨：胭脂龍

　　小天真：破雲糾龍

　　黑蟒：屘龍

- 銀河行：銀河奇人，八衡之首，善於外交手段，周旋於各勢力間，保存天宇生氣。
- 藏神秘：天宇甘草人物代表，靈胎之一。
- 上官星（小星）：紅雲與貓姬慾三千所生之子（靈胎），因母親遭遇，與父親有很強烈的心結。
- 千少一九九九：臥花床、吸花煙、自在生活、慵懶人間、天宇華麗經典角色，靈胎之一。
- 三聖：真佛冊封之儒、道、佛三聖。道聖千道寒（天宇論皇26死於被三龍打殘後跳入烈火泥潭自盡）、儒聖文冠天（天宇魔空12退隱）、佛聖金慧蓮（天宇魔空11亡於鬼劍齘）
- 先權五皇：真佛冊封之天、地、命、古、鱗五皇，共同守護天宇。

　　中嶽：天皇（天宇謎塵03亡於中極星的抽魂傀儡）

　　南嶽：太陰地皇－獠面青公伏驼（真地皇因知悉真佛被魔空所困，在三仙崗不死石上留下提示真佛非真之真言後，遭時空殺星所殺。偽地皇於天宇魔空09亡於魔空）

　　西嶽：數理命皇香九齡（天宇魔空07亡於藍霞）

　　東嶽：八世古皇殷無邪（天宇魔空13亡於藍霞）

　　北嶽：鳞皇孤獨毒（天宇魔空21亡於燈劍一盞孤）

- 星宿過客-黑心陀：天宇多方勢力下之多重間諜，曾臥底於：古皇朝、巨劍闕、道聖千道寒、人常老、拜火燄君。"星宿過客"為人常老賜號。
- 刀劍金三角：精刀通劍五方君、千影一字刀(風翼悟刀生)、半夜名刀
- 山川之父：時空長城之主，靈胎之一，面容奇異恐怖，身軀佝僂，悲傷時常發出「啊嗚啊嗚」的悲鳴聲。曾受真佛禁制於七曜佛盒中，脫困時以一招滅佛鬼叉刺穿真佛軀體，真佛苦修練成的四德聖珠因此四散天宇各地。後受紅雲之妻夢雨涵感化，歸入天宇正道。天宇魔航01亡於花中人。
- 號雨神鯉伍紫髯：弒殺血親黑淵魔父、魔母之兇手，山川之父胞弟，造就三色天羅捕殺靈胎，實為時空長城防止靈胎制靈胎之陰謀。
- 魔空：代山川之父受困七曜佛盒期間，時空長城之主。對黑淵家族忠心不二。
- 六大罪人：

　　日下無敵－貫天影

　　恨世寒鈴－月吟風

　　萬丈戰神－武尺軍

　　十彩皇衣－玉中笑

　　水界玉皇－八爪鱆

　　混沌蛆魅－不死蟲

- 昊雄星主三裁公：天外星聯之主，以紀律與霸氣統御下屬，無私無我無情。吸收天、地、人三老之智慧。
- 離凡星主：大智若愚、行事冷血，喜惡不形於色，說國語是劇集中一大特色(還是北京腔，有捲舌的)。後投靠天光堡、地者越三乘，後死於雲瀟灑。
- 神蝶：自稱「偉大的神蝶」，具帝王之相，玩弄天內天外於股掌，與仙龍、魔蠍角力三千年。
- 魔蠍：異流道之主，與仙龍、神蝶角力三千年。
- 地者越三乘：佛門狂人，於一場論道之後撕碎全身禪服，一絲不掛大喇喇離開佛門，由此成魔。
- 玉宇飛絮紀子焉：靈山高人，掌劍琴兼修，秋八月的死對頭，以一人之力遊走武道，好採極端手段。
- 花經七王：

　　野春王－綠天草帝神農刺

　　三春王－瀛州玉雨花九錫

　　惜英王－嬌凰牡丹雷绢

　　冥華王－食血朽花幽彤

　　迎香王－靖蘭君

　　探芳王－蘅芳姬

　　天香王－清妍海棠霜玥嬋
- 天外花經：神農經、牡丹錄、雨花典、識蘭册、蘅草疏、杼花簿、海棠卷
- 星河八宗：北斗仙宗、大陵星宗、河鼓皇宗、天狼劍宗、元樞魔宗、詠宵冥宗、飘凡靈宗、凌幻幽宗
- 八衡巨子：

　　銀河行

　　西懺静仁一宿覺（飛雲覆月38亡於地者越三乘）

　　江川之男飛心

　　武千歲赤锦少（天宇魔航01亡於花中人）

　　疾鶴牧雲（天宇邪傳12亡於空幻槍将寂渊）

　　隻眼蒼狐（與烈風焦共享衡光，死於炫甲）

　　夜矢鬼臨宵（被銀河行帶往太虛）

　　菩提兒

- 七貘：

　　宙涯覆世梟（天宇魔航27亡於花中人）

　　影無價（化身：沐塵古眷心，飛雲覆月34亡於江川之男飛心）

　　闇陀羅墨阿官（飛雲覆月36亡於地者越三乘）

　　諸葛雕驥（飛雲覆月37亡於劍霜秋九月）

　　捕靈手公孫日（飛雲覆月36亡於天者亦梵）

　　閻王爪（飛雲覆月25亡於疾鹤牧雲）

　　必死刀藍斬（飛雲覆月44亡於江川之男飛心）

- - 雙月合圓的代表性人物：競月刀烈風焦和隻眼蒼狐、但隻眼蒼狐被炫甲一掌打爆心臟而死
  - 四方邪勢是由藏神秘的兒子第一俊打開邪書傀渡論而出現,分別是釋靈真古院,死亡島,妖魔谷,半路天程
  - 釋靈真古院為大掌院寵愛咯爾,二掌院幽咯爾,三掌院摩咯爾所管理,其中大掌院寵愛咯爾為不男不女的個性,和三千總門的頭目男奴愛三千很像.

## 表演手法與特色
- 單人配音：所有角色的口白均由主演黃文耀擔任，使用語言為閩南語。
- 不拘泥於傳統的閩南語配音，首部劇集《龍現江湖》即嘗試以「北京人」一角用北京話發音演出。
- 架空的時空背景，天馬行空無拘束的設定，神話、外星人、吸血鬼、運動、遊戲等各類因素都自由地採用在劇情中。但主軸的風格仍是江湖情義、浪漫武俠風格路線。
- 布袋戲偶演出：布袋戲偶乃由可分離之偶頭與偶服組成。由操偶師雙手操作動作演出。
- 武打快節奏，採用電影手法拍攝，刀來劍往，拳打腳踢有如真人格鬥。
  - 於《天宇魔空》時期首創大披肩的金光野台偶造型。
  - 《天宇劍牒》劇集中，加入了馬靴造型。
  - 第一尊中型尺寸的等身偶角色劍車冷傲真登場。
  - 《天宇謎塵》劇集，導入NBA籃球明星皮朋之造型的角色移日酷。
  - 承上，第一尊於電視布袋戲中加裝塑膠彎折手之上鏡角色－太陽角（造型酷似八神庵）。
  - 以抽魂傀儡一角將懸絲傀儡融入戲劇表現。
  - 以天宇第一團將野台布袋戲以戲中戲的形式呈現在戲中。
    - 第一集－天宇第一團（天宇謎塵04）、第二集－萬教大暴動（天宇謎塵7）、第三集－武林大車拼·誰是第一名（未定）。

  - 以中極布獅將舞獅技藝加入表演要素。
  - 將單輪車、跳火圈等馬戲雜耍加入笑劇表演。（天宇刀劍談27）
  - 《天宇策戰之飛雲覆月》劇集，登場大量人身尺寸偶、並首先裝置五指分明的骨感手。
  - 《天羽》劇集，將紙紮之金童玉女以類似定格動畫手法於劇中呈現。

## 天宇布袋戲劇集列表
1. 龍現江湖．10 集，1991．VHS．
2. 驚天九龍．12 集，1991．
3. 天宇殺機．18 集，1992．
4. 天宇論皇．30 集，1992．第一集
5. 天宇魔空．30 集，1993．
6. 天宇殘珠．30 集，1994．
7. 天宇戰印．32 集，1995．
8. 天宇星令．18 集，1996．
9. 天宇伏邪之異流道．30 集，1997．
10. 天宇伏邪之九天狂龍．20 集，1997．
11. 天宇劍牒．30 集，1998．VHS．VCD．
12. 天宇謎塵．20 集，1998．
13. 天宇刀劍談．36 集，1999．
14. 天宇鋒之殺．14 集，1999．
15. 天宇策戰之飛雲覆月．45 集，2000．
16. 天宇魔航．30 集，2001．
17. 天宇邪傳．32 集，2001．
18. 天羽．30 集，2002．
19. 天宇傀渡論．38 集，2003．01 ~ 22 集．傀渡論之四方印，23 ~ 38 集．傀渡論之斬神訣．
20. 天宇傀渡論之競鋒記．16 集，2004．
21. 天宇雙流變．40 集，2004．
22. 天宇獸圖．10 集，2005．
23. 天宇獸圖之風火城．10 集，2006．
24. 天宇魔劫．30 集，2006．DVD．D5
25. 天宇嘯龍記．20 集，2007．3 月．
26. 天宇邪流聖戰．26 集，2007．8 月．
27. 天宇神雄傳．30 集，2009．01 / 09 ~ 06 / 20．
28. 天宇贖道·黃金之劍．28 集，2009．06 / 28 ~ 11 / 14．
29. 天宇戰道·白金之刀．並未發行．
30. 天宇天城錄．30集，2009．12 / 22 ~ 2010．07 / 16.
31. 新天宇 龍嘯九烽．20集，2011．01 / 13 ~ 2011．06 / 16.

## 外部連結
- 惜浪巖 布袋戲資訊站 （页面存档备份，存于）
- PTT  （页面存档备份，存于）視聽劇場＞TV-Set＞TV_Drama＞SKYU